# え
En la escritura japonesa, los caracteres え (hiragana) y エ (katakana) ocupan el cuarto lugar en el sistema moderno de ordenación alfabética gojūon (五十音), entre う y お; y el 34.º en el poema iroha, entre こ y て. En la tabla a la derecha, que sigue el orden gojūon (por columnas, y de derecha a izquierda), se encuentra en la primera columna (あ行, "columna A") y la cuarta fila (a la que da nombre: え段, "fila E").
El carácter え proviene del kanji 衣, mientras que エ proviene de 江.
El antiguo carácter ゑ (we), así como muchas apariciones del carácter へ (he) en posición no inicial han sido sustituidos en el japonés moderno por え. La partícula de dirección へ se pronuncia "e", pero no se escribe え.
Se utiliza un carácter de menor tamaño, ぇ, ェ; para la formación de nuevos sonidos que no existen en el japonés tradicional, como ヴェ (ve).

## Romanización
Según los sistemas de romanización Hepburn, Kunrei-shiki y Nihon-shiki, え, エ se romanizan como "e".

## Escritura
| Escritura de え | Escritura de エ |

El carácter え se escribe con dos trazos:
1. Corto trazo levemente diagonal, hacia abajo a la derecha.
2. Trazo compuesto por una línea horizontal, que luego baja dibujando un 7, para después subir por sobre sí misma hasta su mitad, y bajar formando un trazo parecido a una virgulilla (~).

El carácter エ se escribe con tres trazos:
1. Trazo horizontal de izquierda a derecha.
2. Trazo vertical de arriba abajo que empieza en el punto central del primer trazo.
3. Trazo horizontal paralelo al primero y que toca al segundo.

## Otras representaciones
- Sistema Braille:

| ●● |
| ●- |
| -- |

- Alfabeto fonético: 「英語のエ」 ("la e de eigo", donde "eigo" es el idioma inglés")
- Código Morse: －・－－－

- Datos: Q40481
- Multimedia: え / Q40481